# Chavagnes-en-Paillers
Chavagnes-en-Paillers – miejscowość i gmina we Francji, w regionie Kraj Loary, w departamencie Wandea.
Według danych na rok 1990 gminę zamieszkiwało 2870 osób, a gęstość zaludnienia wynosiła 71 osób/km² (wśród 1504 gmin Kraju Loary Chavagnes-en-Paillers plasuje się na 177. miejscu pod względem liczby ludności, natomiast pod względem powierzchni na miejscu 137.).